# Maša Zec Peškirič
Masa Zec Peskiric es una jugadora de tenis profesional eslovena, nacida el 21 de enero de 1987 en Jesenice, República Federal Socialista de Yugoslavia. Componente del equipo nacional de Eslovenia en las eliminatorias de Playoff de la Fed Cup dentro del grupo I B de la zona Euro/África, Peskiric se midió frente a Ana Ivanović en el primer punto de la eliminatoria frente a Serbia, perdiéndolo por 2-6, 2-6, en el tercer y definitivo punto de dobles, formando pareja junto a su compatriota Tina Obrez, pierden frente a la pareja serbia fornada por Ana Ivanović y Danica Krstajić por 4-6, 7-5, 6-8 quedando la eliminatoria 2-1 favorable a Serbia.